# José Seguí Perez
José Seguí, (Valencia, 1946) es un arquitecto español galardonado con el Premio de Rehabilitación “Europa Nostra” en 1986 por la rehabilitación del Teatro Cervantes (Málaga).

## Trayectoria
Nacido en Valencia, llegó con su familia a Málaga a los 14 años para estudiar Bachillerato en el colegio de los Maristas. Ya afincado en Andalucía,  se titula como Arquitecto en la Escuela Técnica Superior de Arquitectura de Madrid en 1971. Fue redactor del Plan General Málaga con el Ayuntamiento de Málaga, en el año 1983 junto a los arquitectos Salvador Moreno Peralta y Damián Quero, obtuvieron el Premio Nacional de Urbanismo por el PGOU de Málaga. En 1986 llegó su primer gran proyecto: la rehabilitación del Teatro Cervantes (Málaga) con el que ganó el Premio ‘Europa Nostra’, de la Unesco. El del Cervantes fue un encargo de la Dirección General de Arquitectura, Vivienda y Suelo del Gobierno Central.
Recibió el Premio Nacional de Urbanismo de España por el Plan General de Málaga en 1985 y por el Plan Especial de la Alhambra en 1987. Premiado en diversos concursos de Arquitectura (Ciudad de la Justicia (Málaga), reforma del Hotel Miramar (Málaga), Hotel Torre del Puerto en Málaga; Pabellón de Atletismo XV Juegos del Mediterráneo y Auditorio Maestro Padilla en Almería), y de Planeamiento (Planes Generales de Córdoba, Granada, Antequera, Ronda, Baena, La Línea de la Concepción).  
Ha desarrollado varias experiencias docentes en la Escuela de Arquitectura de Granada 1993 y en la Escuela de Arquitectura de Málaga como Director de la Cátedra, de Empresas “Turismo y Paisaje” desde donde se originan los “Talleres Internacionales de Paisaje” que dirige desde al año 2008. En cuanto a sus diseños, formó parte del “Colectivo Palmo” teniendo obras y diseños en exposición permanente en el Museo de Málaga y exposiciones individuales en Galerías de diversas ciudades españolas.
En 1985 funda y dirige la “Revista Geometría” dedicada a la reflexión e investigación de los procesos del desarrollo urbanístico y arquitectónico de ciudades españolas. Es autor de varias publicaciones sobre los desarrollos urbanos de las Ciudades (Málaga, Alhambra, Ronda, Puerto Real, Antequera, Granada y Córdoba y La Línea). Actualmente colabora en diversos programas de investigación e innovación sobre sistemas de sostenibilidad energética en las escalas de la Arquitectura y del Planeamiento.

## Principales Obras

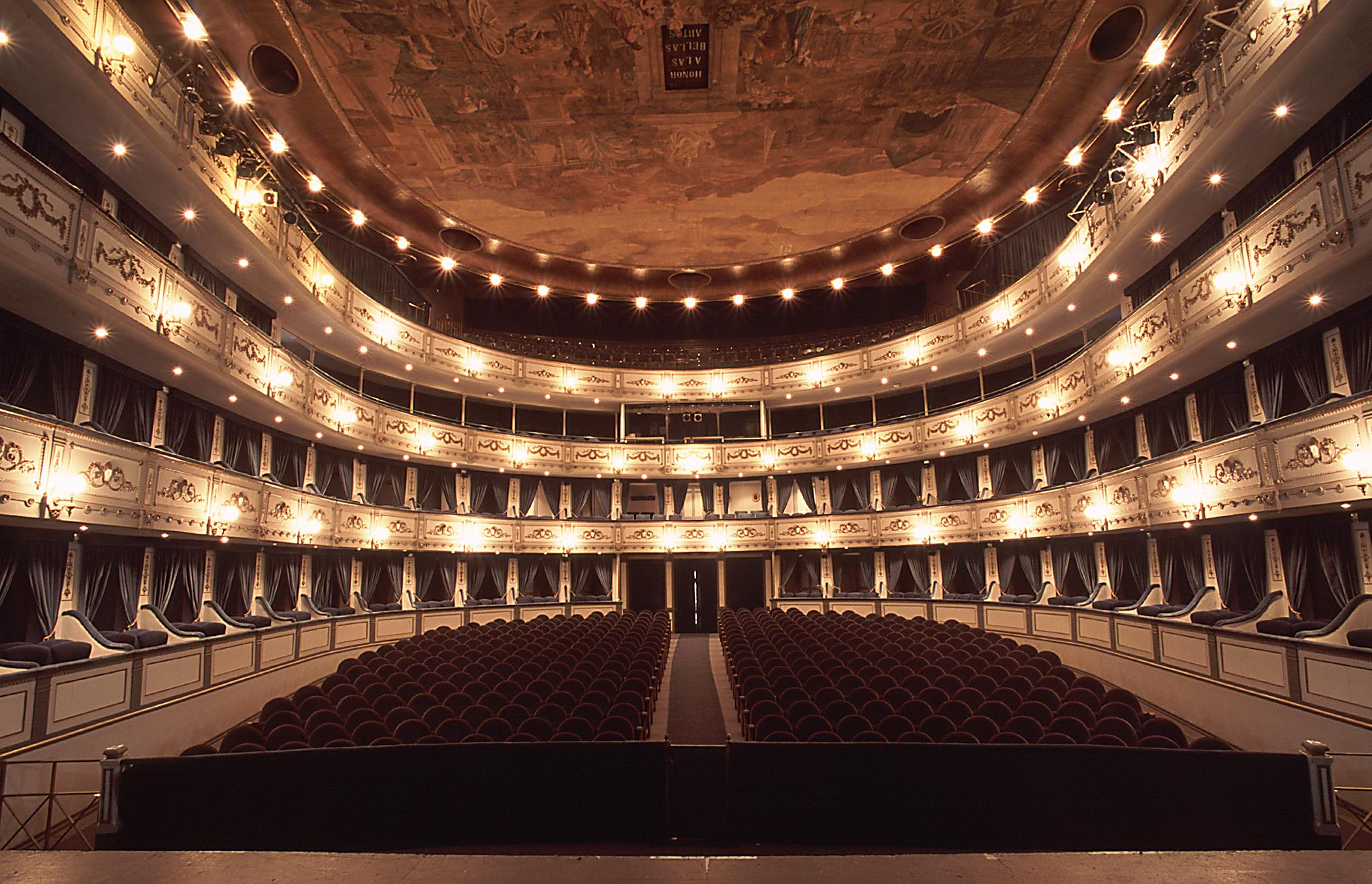
Cervantes Interior

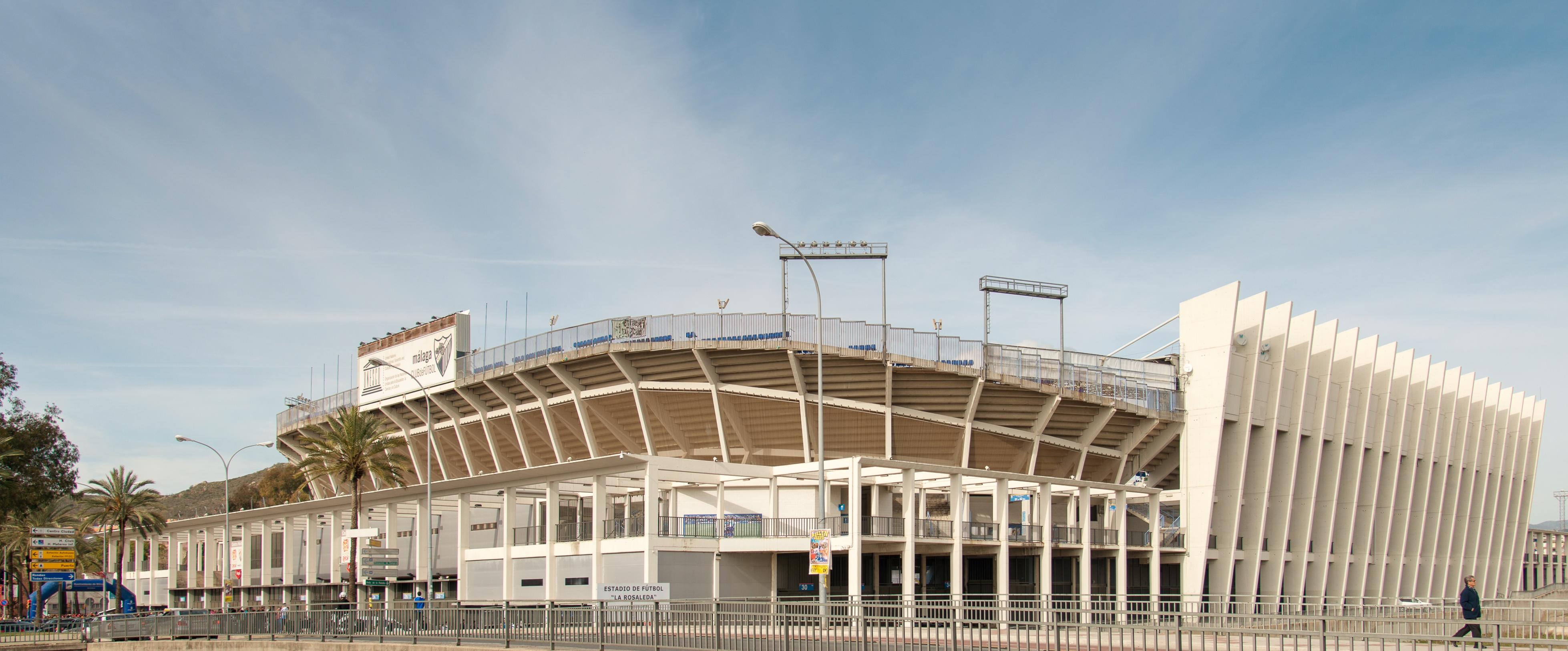
Málaga Estadio de Fútbol La Rosaleda.20121231

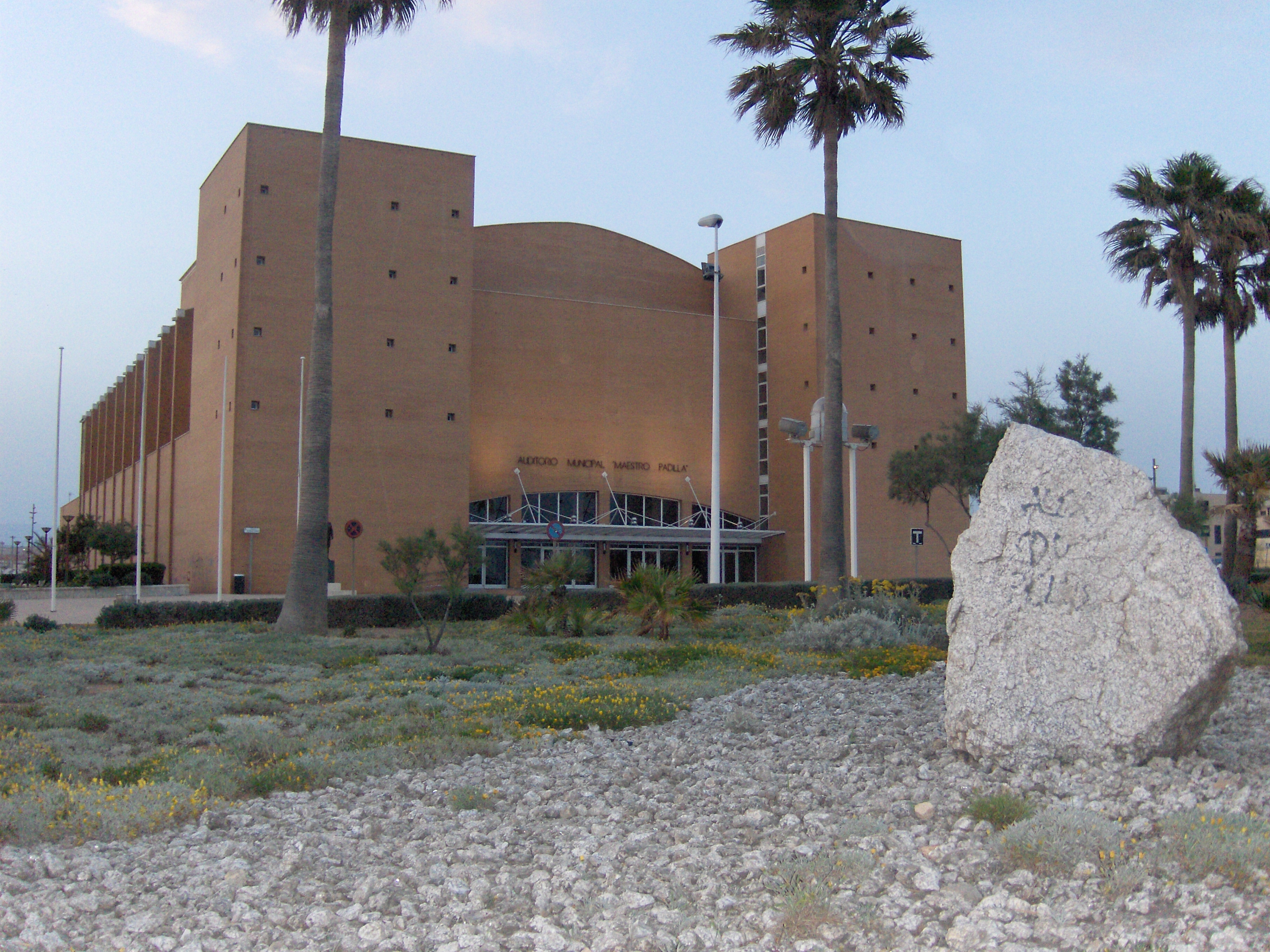
Auditorio Maestro Padilla

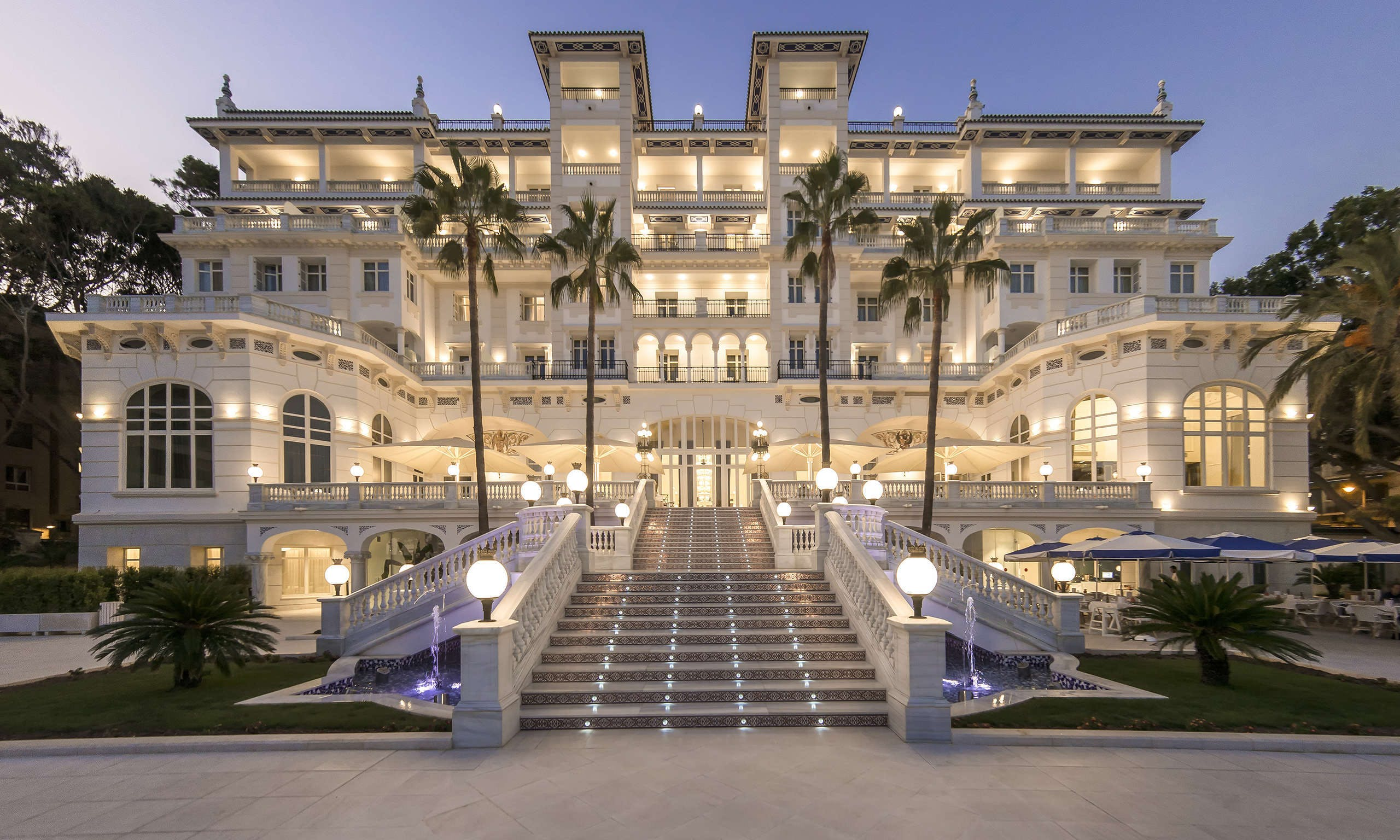
Fachada Sur Gran Hotel Miramar (Málaga)

- Rehabilitación Teatro Cervantes (Málaga)
- Estadio La Rosaleda
- Auditorio Maestro Padilla
- Ayuntamiento de Puerto Real
- Estación de autobuses de Málaga
- Ciudad de la Justicia (Málaga)
- Plan Especial de la Alhambra.